# Aviva Stadium
Aviva Stadium, också känd som Lansdowne Road är en fotbollsarena i Dublin, invigd 14 maj 2010 och av Uefa utsedd till femstjärnig fotbollsarena. Den har en läktarkapacitet på 51 700 där alla platser är sittplatser. Irlands herrlandslag i fotboll och Irlands herrlandslag i rugby union spelar på arenan. Försäkringsföretaget Aviva införskaffade 2009 namnrättigheterna för arenan i tio år framåt, något som senare förlängts fram till 2025.